# أرتيمس كوبر
أرتيمس كوبر (بالإنجليزية: Artemis Cooper)‏ هي كاتِبة بريطانية، ولدت في 22 أبريل 1953.